# Salsola kali
Salsola kali, llamada comúnmente barrilla borde o almajo de jaboneros, entre otros nombres, es una planta anual de la familia de las amarantáceas, que habita terrenos arenosos de todo el mundo. Debido a su altísimo contenido en sodio (hasta el 6 % de la materia sólida) solían emplearse sus cenizas en la producción de vidrio y para la elaboración de la sosa.

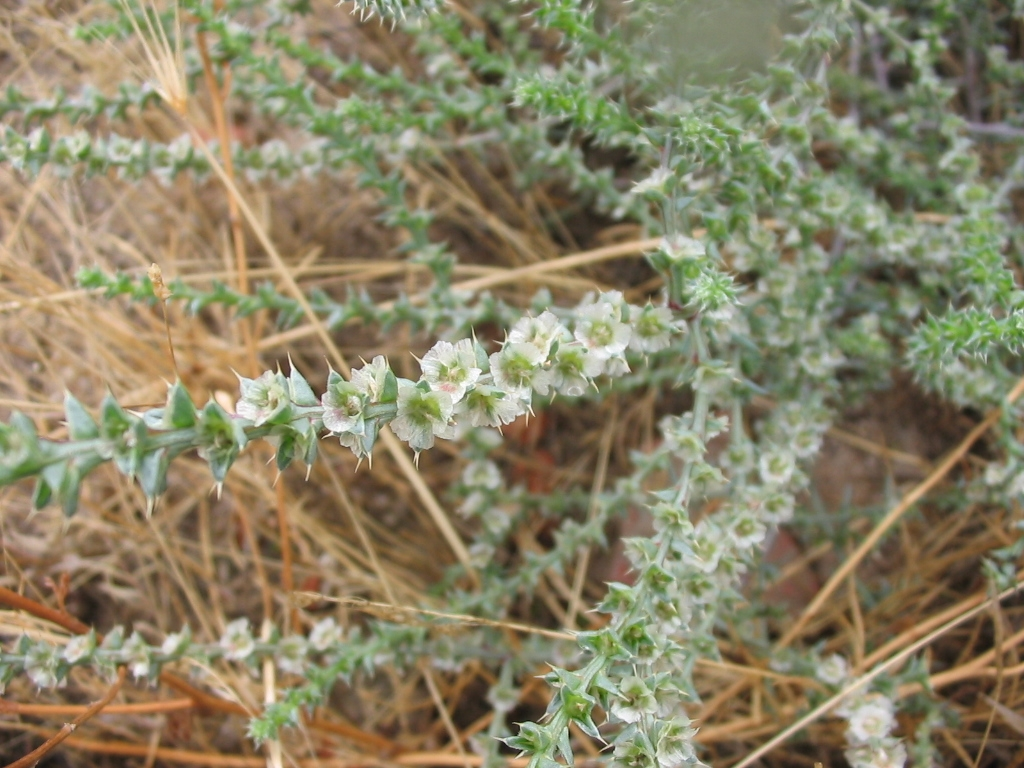
Detalle de la rama

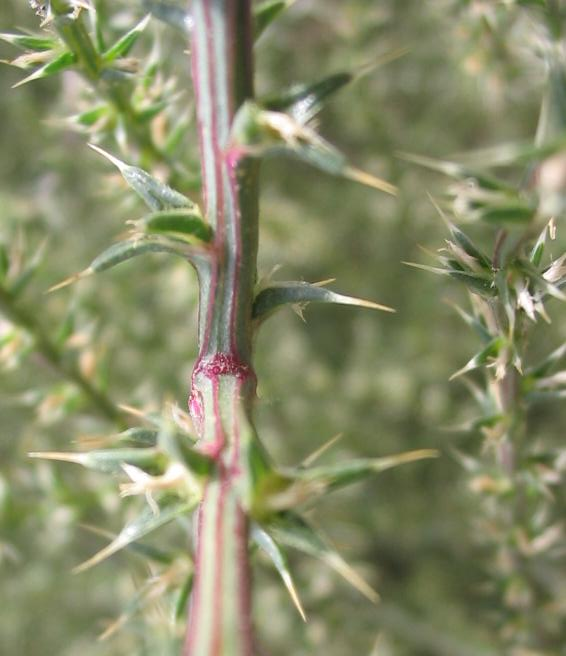
Tallo envetado

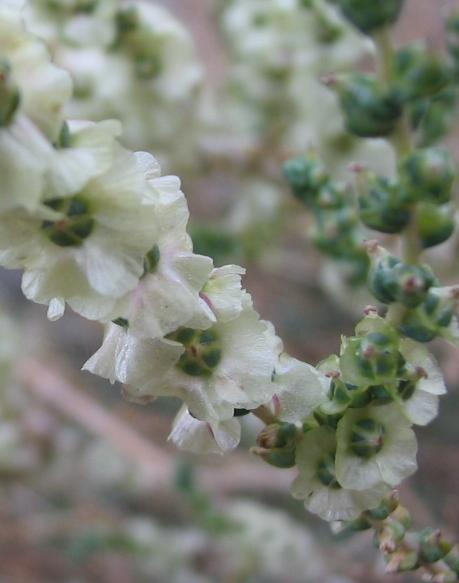
Flor

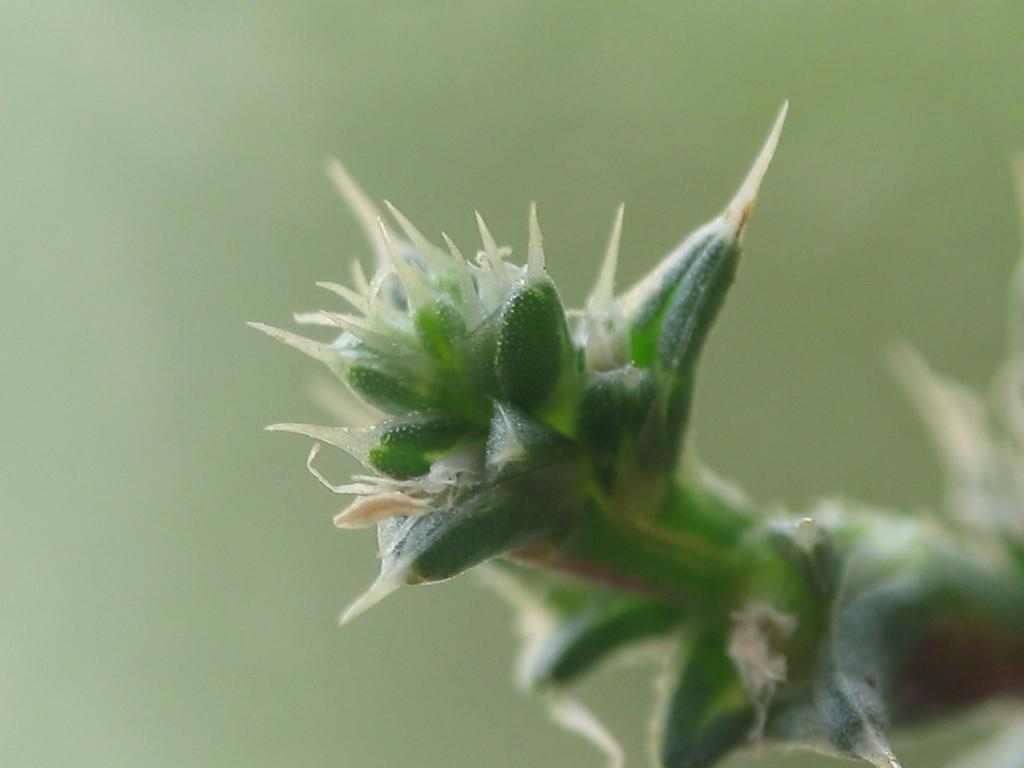
Detalle de las hojas

## Descripción
La planta es erecta y alcanza el metro de altura; muy ramificada desde la base, las ramas se curvan hacia el tallo, lo que le da un aspecto globoso. Estas son tiernas y de color verde cuando jóvenes; con la edad presentan nudos coloreados con estrías púrpuras verticales en los entrenudos, y un marcado endurecimiento.
Las hojas son cilíndricas, algo más grandes en la base, alternas y con ápice espinoso.
Las flores, rosas o blanco verdosas, surgen de las axilas de las hojas, pueden ser solitarias o agrupadas en pareja o trío y miden entre 5 y 9 mm. Presentan 5 estambres y un pistilo, con dos brácteas rígidas en la base de la flor. Los tépalos rodean al fruto es seco y dehiscente con una sola semilla de color negro brillante; cada uno de ellos desarrolla un ala venosa y rígida en el exterior. 
Produce muchas semillas; una planta puede llegar a producir entre 150 000 a 200 000. Tienen aproximadamente 2 milímetros de diámetro; el embrión de color amarillento es visible a través de la pared casi transparente.

El número cromosómico básico del género Salsola es x=9, Salsola kali es un tetraploide (tiene cuatro juegos de cromosomas) con 36 cromosomas.

Florece entre julio y septiembre en el hemisferio norte.

## Distribución y hábitat
Especie de origen eurasiático, se distribuye por Europa, Asia y norte de África, naturalizada en Norteamérica.  Prefiere los suelos secos y salinos, y es capaz de soportar grandes variaciones de pH y de clima, encontrándose desde la estepa rusa hasta zonas tropicales. Se la considera una maleza y se la combate activamente.

Habita en zonas secas y desérticas; barbechos, suelos removidos, márgenes de caminos, litorales arenosos, entre 0 a 800 m s. n. m.

## Usos
La ceniza de la "barrilla borde" se emplea desde la época bíblica para la elaboración de jabón por la alcalinidad de sus tejidos; por ello mismo se ha empleado para la elaboración de vidrio. 
La salsolina, un alcaloide presente en ella, se ha utilizado en medicina popular para control de la presión arterial, con efectos similares a los de la papaverina.
Las cenizas pueden contener hasta un 5 % de ácido oxálico, por lo que resulta tóxica para muchos animales y no está recomendada como hierba de forraje.
Esta planta seca arrollada por el viento forma estepicursores, y es un icono en las películas norteamericanas de vaqueros.

## Taxonomía
Salsola kali fue descrita por Carlos Linneo y publicado en Species Plantarum 1: 222–223. 1753. La especie tipo es: Salsola soda L.
Etimología
Salsola: nombre genérico que deriva del término latino salsus = "salado", de acuerdo con los hábitats de muchas de sus especies. Casi con toda probabilidad el nombre del género se deba a su sabor salado. Kali procede del árabe qalí, que significa sosa.
BasónimoSalsola kali L. (Species plantarum, 1753)
Sinonimia
- Salsola australis R.Br. 1810
  - Salsola australis var. strobilifera (Benth.) Domin 1921
- Salsola iberica (Sennen & Pau) Botsch. ex Czerep. 1973
- Salsola kali subsp. ruthenica (Iljin) Soó 1951
  - Salsola kali subsp. tragus (L.) Čelak. ex Moq. 1871
- Salsola macrophylla R.Br. 1810
- Salsola ruthenica Iljin 1934
- Salsola tragus L. 1756
  - Salsola tragus subsp. iberica Sennen & Pau 1908
- Corispermum pilosum Raf.
- Kali australis (R.Br.) Akhani & Roalson
- Kali soda Moench
- Kali tragus Scop.
- Salsola aptera Iljin
- Salsola brachypteris Moq.
- Salsola pontica (Pall.) Iliin[4]

## Nombres comunes
- Castellano: abrebujo, arrascajetas, abrojos, almajo de los jaboneros, barella pinchosa, barilla borde, barilla pinchosa, barrilla, barrilla borde, barrilla espinosa, barrilla pinchosa, barrilla pinchuda,  calientapapos, capitana, casarotto, cardo del diablo (Arg.), cardo ruso (Arg.), charoleras, churubisco, correcaminos, corremundo, espantabrujas, espantamulas, espinardo, espinardos, hierba de cristal, hierba del cristal, hierba del jabón, malos vecinos, marquesas, mata pinchosa, mata punchosa, matas pinchosas, matas punchosas, meona, meonas, mil nudos, pincho, pincho barrillero, pinchos, pinchosa, rodamundo, ródano, salicor borde, salicor de la Mancha, sapillo, sorrasca, sosa, trago, trotamundos, volero, zurrapapo, zurravagos.[5]